# Zespół Otella
Zespół Otella (obłęd alkoholowy, obłęd zazdrości; łac. paranoia alcoholica, paranoia invidiva) – psychoza należąca do grupy uporczywych psychoz urojeniowych. W typowej formie występuje u alkoholików lub w stanie upojenia alkoholowego. Objawia się urojeniami niewierności małżeńskiej (partnerskiej), które mogą być podobne do osądów i podejrzeń występujących w zwykłej zazdrości, ale o większym „zasięgu”, tzn.  krąg osób uznanych za „kochanków” jest przeważnie bardzo duży, zaś „dowody” – co najmniej niewystarczające lub wręcz absurdalne (kwit z pralni, awizo z poczty – znalezione w kieszeni partnerki albo partnera).
W charakteropatii alkoholowej w korelacji z ciągami pijaczymi zespół paranoiczny może się pojawiać, nasilać i ulegać spontanicznej remisji. Nawet w rozwiniętych postaciach istnieje możliwość długotrwałej dyssymulacji. Początek psychozy jest na ogół powolny, postępuje ona również powoli. Dochodzi do nieustannych scysji z powodu zadręczających pytań o wierność seksualną, żądań wyjaśnień, śledzenia każdego kroku partnera, sprawdzania bielizny osobistej i pościelowej, szukania „znaczących” śladów na ciele. Zmieniony wyraz twarzy odczytywany jest jako bardzo „znamienny”, dowodami zaś w przekonaniu chorego stają się najbardziej przypadkowe i niewinne sytuacje, zdarzenia, gesty, wypowiedzi partnera i innych osób.
Dość charakterystyczne bywa brutalne wymuszanie przyznania się do winy zdrady. W pełnym rozwoju obłędu dochodzi do zawężenia wszelkich zainteresowań, do opanowania całej osobowości chorego myślą o niewierności miłosnej partnera. Ponadto chory przejawia wzmożoną aktywność, polegającą na śledzeniu podejrzewanej o niewierność osoby, jest gotów zaniedbać własne obowiązki zawodowe i narazić się na niewygody (długotrwałe oczekiwanie pod jakimś budynkiem, wchodzenie na drzewa celem zrobienia zdjęcia przez okno itp.) dla potwierdzenia swoich urojeń. Pośród charakterystycznego w ogóle dla obłędu zalegania i napięcia afektu narasta przekonanie o istnieniu zmowy i zagrożenia przez partnera. Urojenia niewierności mogą nabierać charakteru urojeń prześladowczych, często niedorzecznych w treści. Partner, domniemany kochanek (lub kochanka) mogą stać się ofiarami zabójstwa czy ciężkiego uszkodzenia ciała na skutek napaści na nich chorego w wyniku urojonych motywów konieczności obrony (prześladowany staje się prześladowcą). 
Może się zdarzyć, że partner osoby chorującej na zespół Otella faktycznie nie jest wierny, rozpoznanie tej jednostki opiera się wówczas na samej aktywności osoby chorującej, a przede wszystkim na podawanych badającemu przez chorego „dowodach” – odnieść się tu należy do sytuacji, czy informacje znane badanemu, podawane badającemu jako „dowód”, wystarczają do wyciągnięcia wniosku o niewierności. Przykładem może tu być typowy romans z listonoszem, gdy „dowodem niewierności” jest sam fakt odebrania jakiejkolwiek przesyłki, zaś informacje którymi dysponują inne osoby, potwierdzające rzeczywisty fakt niewierności nie są choremu znane.
Osoby cierpiące na paranoję alkoholową uporczywie żądają „przyznania się” do niewierności przez partnera, zwykle idzie za tym obietnica, że po „przyznaniu się” niewierność zostanie wybaczona i dalsze życie małżeńskie/partnerskie będzie przebiegać „normalnie”. Skutki „przyznania się” jednakże są zwykle zupełnie inne: następuje eskalacja podejrzeń, oraz żądania „przyznania się” do zdrady z coraz to innymi kochankami.
Etiologia zespołu Otella jest zawarta w sposobie klasyfikacji wg ICD-10: uporczywe nadużywanie alkoholu (etanolu). Nie zostało wyjaśnione, dlaczego tylko część nadużywających alkoholu zapada na zespół Otella. Przyjmuje się, że predysponująca do powstania zespołu Otella jest istniejąca przed zachorowaniem osobowość paranoiczna osoby chorej.
Zespół Otella należy do przewlekłych psychoz alkoholowych – nie ustępuje łatwo, nieleczony (choć nie istnieją całkowicie skuteczne metody leczenia) trwać może do końca życia.
Leczniczo stosuje się leki przeciwpsychotyczne, jednakże ich skuteczność w większości przypadków jest niezadowalająca.